# Баби (оповідання)
«Баби» (рос. Бабы) — оповідання Антона Чехова, уперше опубліковане 1891 року. За сюжетом міщанин Матвій гостює в будинку Кашина, де розповідає історію про його прийомного сина-сироти Кузьку. Після публікація твір заборонили для вивчення в школах і читальнях. Однак, оповідання отримало схвальну критику від Антона Платона, Євгенія Ляцького, Льва Толстого, які високо оцінили мастерство Антона Чехова.

## Публікація
Оповідання Антона Чехова «Баби» вперше опублікували 7 (25) червня 1891 року в № 5502 газети «Новое время». Відкоректовані версії з 1893 по 1899 роки потрапили до 1-7 видання петербурзького збірника «Палата № 6».
Після публікації, у 1891 році твором зацікавилось видавництво «Посредник». А вже в липні Іван Горбунов-Посадов надіслав Чехову листа з проханням: «дуже хотілось би надрукувати … оповідання Ваш „Баби“, де так чудово викривається тип народного Тартюфа, розпусника, лицеміра, набожної людини». Уже 18 липня видавництво отримало позитивну відповідь від письменника. Окремим виданням оповідання вийшло лише у 1894 році. 1999 року ввійшло до видання Адольфа Маркса.
За життя Чехова оповідання переклали угорською, німецькою, сербохорватською мовами.

## Сюжет
У селі Райбуже, у двоповерховому будинку з залізним дахом, живе із сім'єю хазяїн Пилип Іванов Кашин, на прізвисько Дюдя. У нього зупиняється на ніч міщанин Матвій Савович. Дюдя з розмови дізнався, що Матвій Савович домовласник і живе в місті, а нині він їде із сином Кузькою дивитися сади, які орендує у німців-колоністів. Під час діалогу Кашин запитує в міщанина, звідки в нього взялося дитя, яке виглядає і поводить себе як перелякана служниця. Матвій Савович розповідає йому приголомшуючу історію про Машеньку, мати Кузька, яку спокусив. Коли повернувся її чоловік Вася з армії, то вона відмовилась повертатися до нього, бо ненавиділа. Пізніше Вася помирає імовірно від холери. Але селом пішли чутки, що його вбила Машенька. Повідомлення дійшло до начальства. Тіло Васі вирили, розпатрали й знайшли в його животі миш'як. Поліція забрала Машеньку і Кузьку. Машеньку відправили в острог. Суд виніс рішення заслати її на 13 років на каторгу в Сибір. Проте вже в губернії вона померла від гарячки. Кузьку повернули додому, і Матвій вирішив його забрати до себе.
Наступного дня після розмови Матвій Савович і Кузька сили у візок і виїхали з двору.

## Критика
Відразу після публікації твір заборонили вивчати в читальнях і школах. Дмитро Аверкієв, член ученого комітету Міністерства народної освіти виніс вирок оповіданню «Баби»: «Моральні його основи хиткі, а тому навряд чи бажаний допуск його в народні читальні».
Співробітник видавництва «Посредник» Олександр Хірьяков у листі від 9 серпня 1891 року своєму колезі Івану Горбунову-Посадову негативно висловлювався про відсутність прямої авторської оцінки в оповіданні: «Мені здається, що навіть із ґрунтовою передмовою відраза відрази буде недостатньо переконлива».
Першим друкованим відгуком про твір стала стаття Віктора Гольцева «А. П. Чехов» у журналі «Русская мысль», де в позитивному ключі наголошувалась авторська об'єктивність: «Симпатій своїх Чехов не підкреслює, від себе не каже ні слова, і засуджують розпусного святенника лише баби, які виведені в оповіданні; але помилитися в тім, куди власне направлено співчуття автора і на що він обурюється, як на мене, неможливо. Об'єктивна форма розповіді в даному випадку, щоправда, посилює враження».
Літературний критик Євген Ляцкий розглядав розповідь разом з незавершеною повістю Чехова «Мужики»: «Такі розповіді, як „Баби“ або „Мужики“, розкривають у Чехові вже справжнього майстра і, незважаючи на дещо однотонне висвітлення, справляють враження істинно художніх творів. У цих оповіданнях усе природно, жваво, усе буває і може бути, образи запам'ятовуються відразу». Аналізуючи нічну сцену, Ляцкий вказав: «Отут дана тільки зав'язка нової драми, але вона й не потребує розвитку: одна з ймовірних розв'язок її вже розказана в повісті міщанина».
Лев Толстой включив розповідь «Баби» у власний список найкращих чеховських оповідань.

## Екранізація
За мотивами оповідань Антона Чехова «Баби», «У Москве на Трубній площі», «Сирена», «У суді» в 1969 році знятий художній фільм «Головний свідок», від кінокомпанії «Мосфільм» і режисера Аїди Манасарова.